# تيري هيرشي
تيري هيرشي (بالإنجليزية: Terese Tartlon Hershey)‏ هي عالمة بيئة أمريكية، ولدت في 19 يناير 1923، وتوفيت في 19 يناير 2017.